# Machine
Machine (рус. Машина) — второй студийный альбом американской метал-группы Static-X, выпущенный 22 мая 2001 года и записанный на Студии 508, в Лос-Анджелесе, Калифорния.

## Об альбоме
Machine стал последним альбомом с барабанщиком Кеном Джеем до воссоединения оригинального состава группы без Уэйна Статика, для записи нового альбома в 2018 году. После записи альбома «Machine», гитарист Коити Фукуда оставил группу, чтобы провести время с семьёй и попробовать себя в других музыкальных проектах. На альбоме Machine Коити Фукуда участвовал в записи только одной песни «Otsego Undead» в качестве клавишника. Трипп Эйзен, бывший участник группы Dope, пришёл на замену Фукуды. Уэйну Статику пришлось работать за двоих, то есть писать все риффы для двух гитар сразу. После записи альбома, осенью, Тони Кампос провёл некоторое время в больнице, после того как попал в аварию на своём мотоцикле. Поэтому ненадолго его заменял Марти О’Брайен из «Kilgore» и «Methods of Mayhem». В коммерческом плане, этот альбом сразу попал на одиннадцатую строчку в Billboard 200, и был распродан в количестве более 600 тысяч экземпляров и соответственно получил статус золотого альбома.
В документальном DVD Where the Hell Are We and What Day Is It... This Is Static-X комментировалось, что песни для этого альбома будут иметь соло гитары, однако, на самом деле это оказалось не так.
Вводный образец песни «A Dios Alma Perdida» содержит синтетически фильтрованный голос, говорящий It’s me!, является сокращенной версией беседы между инопланетянами в фильме 1978 года Лазерный взрыв.

## Синглы
Песня «Black and White» стала первым синглом и на эту песню был записан клип, вторым синглом стала песня «This Is Not» она заняла 36 позицию в чарте Mainstream Rock. Песня «Cold» стала третьим синглом с альбома, а немного изменённая версия песни была включена в саундтрек к фильму «Королева проклятых».

## Список композиций
| №                   | Название              | Длительность |
| ------------------- | --------------------- | ------------ |
| 1.                  | «Bien Venidos»        | 0:21         |
| 2.                  | «Get to the Gone»     | 2:49         |
| 3.                  | «Permanence»          | 4:01         |
| 4.                  | «Black and White»     | 3:50         |
| 5.                  | «This Is Not»         | 2:57         |
| 6.                  | «Otsego Undead»       | 3:29         |
| 7.                  | «Cold»                | 3:40         |
| 8.                  | «Structural Defect»   | 3:39         |
| 9.                  | «Shit In a Bag»       | 4:21         |
| 10.                 | «Burn to Burn»        | 4:17         |
| 11.                 | «Machine»             | 3:27         |
| 12.                 | «A Dios Alma Perdida» | 5:58         |
| Общая длительность: | Общая длительность:   | 42:55        |

Бонус треки
| №   | Название                                    | Длительность |
| --- | ------------------------------------------- | ------------ |
| 13. | «Anything But This (Японская версия)»       | 4:03         |
| 14. | «Sweat of the Bud (Live) (Японская версия)» | 3:24         |

## Чарты

### Альбом
| Год  | Чарт              | Позиция |
| ---- | ----------------- | ------- |
| 2001 | The Billboard 200 | #11     |

### Синглы
| Год  | Сингл             | Чарт                   | Позиция |
| ---- | ----------------- | ---------------------- | ------- |
| 2001 | «Black and White» | Mainstream Rock Tracks | #35     |
| 2001 | «This Is Not»     | Mainstream Rock Tracks | #36     |
| 2002 | «Cold»            | Mainstream Rock Tracks | #29     |

## Участники записи
- Static-X
  - Уэйн Статик — вокал, ритм-гитара, программирование
  - Тони Кампос — бас-гитара, бэк-вокал
  - Трипп Эйзен — соло-гитара
  - Кен Джей — ударные инструменты
  - Коити Фукуда — клавишные (только в песне «Otsego Undead»)